# Guapirama
Guapirama ist ein brasilianisches Munizip im Südosten des Bundesstaats Paraná. Es hat 4.626 Einwohner (2022), die sich Guapiramenser nennen. Seine Fläche beträgt 189 km². Es liegt 494 Meter über dem Meeresspiegel.

## Etymologie
Guapirama ist ein Begriff aus dem Tupi und kann Region, in der die Täler beginnen, Ursprung/Quelle oder vielversprechender Fuß einer Bucht bedeuten. Er ist zusammengesetzt aus den Begriffen kûá = Bucht, py = Fuß und ram = vielversprechend. Der Name wurde 1947 vom Parlamentsabgeordneten Antonio Custódio de Lima vorgeschlagen.

## Geschichte

### Besiedlung
Der erste Name der von Guapirama war Barra do Cinzas. Das kleine Dorf wurde 1910 von Daniel Dias auf dem Land von Marins de Camargo, dem Bruder des Gouverneurs des Bundesstaates Paraná, Affonso Alves de Camargo, gegründet. Camargo leitete als Anwalt die Rechtsabteilung der Fazenda Jaboticabal da Barra Grande. Der Pionier Daniel Dias brachte eine Reihe von Familien vorwiegend aus benachbarten Gegenden in diese unwirtliche Region.
Im Jahr 1910 gehörten die Ländereien von Barra do Cinzas noch zum Munizip Jacarezinho. Sie gingen 1914 an Santo Antônio da Platina über. Die Fazenda Jaboticabal da Barra Grande wurde aufgeteilt und es entstanden die Munizipien Guapirama, Joaquim Távora und Quatiguá.
Im Jahr 1917 wurde das Dorf Barra do Cinzas durch Malaria fast vollständig ausgelöscht. Vor allem war ein in der Nähe lebender Eingeborenenstamm betroffen.
Entmutigt durch die Situation zogen Daniel Dias und einige andere Familien aus Barra do Cinzas weg und gründeten eine neue Siedlung, diesmal auf einer Fläche von zwanzig Alqueires (48 ha), die von João Moreci, dem Besitzer der Fazenda Jaboticabal da Barra Grande, gestiftet wurde. Dieses Anwesen wurde Barra Grande genannt, während die frühere Siedlung als Barra Velha bekannt war. Daniel Dias war der Hauptsiedler des Ortes. 
Zusätzlich stiftete eine lokale Wohltäterin zehn Alqueires. Diese feierte zusammen mit José Custódio das erste Rosenkranzgebet des Ortes. Dabei stand die gesamte Gemeinde im Schatten eines Laubbaums. Die erste Kapelle wurde von João Pedroso aus Lehm gebaut. Sie wurde später durch eine bessere Kapelle aus Holz ersetzt, die mit Schindeln bedeckt war. In dieser Kirche hielt Frei Belindo die erste Messe in Barra Grande.
Im Laufe der Zeit zogen Daniel Dias und andere Pionierfamilien weg, was angesichts der Führungsrolle, die der Pionier innehatte, einen tiefen Einschnitt in das soziale und wirtschaftliche Leben von Guapirama bedeutete.
Am 29. September 1962 wurde das Stromnetz in Guapirama in Betrieb genommen, was der Ortschaft einen starken Aufschwung gab, so dass sie 1964 zum Munizip erhoben werden konnte.

### Erhebung zum Munizip
Guapirama wurde durch das Staatsgesetz Nr. 4842 vom 2. März 1964 aus  Joaquim Távora ausgegliedert und in den Rang eines Munizips erhoben. Es wurde am 19. Dezember 1964 als Munizip installiert.

## Geografie

### Fläche und Lage
Guapirama liegt auf dem Segundo Planalto Paranaense (der Zweiten oder Ponta-Grossa-Hochebene von Paraná). Seine Fläche beträgt 189 km². Es liegt auf einer Höhe von 494 Metern.

### Vegetation
Das Biom von Guapirama ist Mata Atlântica.

### Klima
Das Klima ist gemäßigt warm. Es werden hohe Niederschlagsmengen verzeichnet (1238 mm pro Jahr). Im Jahresdurchschnitt liegt die Temperatur bei 21,4 °C. Die Klimaklassifikation nach Köppen und Geiger lautet Cfa.

### Gewässer
Guapirama liegt im Einzugsgebiet des Rio das Cinzas, der das Munizip im Westen begrenzt. Sein rechter Nebenfluss Ribeirão da Barra Grande bildet die südliche Grenze des Munizips.

### Straßen
Guapirama ist über die PR-218 mit der BR-153 verbunden, die das Munizip westlich der Kernstadt durchquert. Über die PR-218 kommt man im Osten nach Joaquim Távora. 

### Terras Indígenas
Im Nachbarmunizip Tomazina besteht eines der größten Indigenendörfer von Paraná, Pinhalzinho. In Pinhalzinho wohnen 129 Einwohner (2013). Dutzende von Familien leben von Subsistenzlandwirtschaft und Kunsthandwerk. Die Bevölkerung betreibt aufgrund der Nähe zur Kernstadt den größten Teil ihrer Geschäfte in Guapirama. ie Jugendlichen des Dorfes interessieren sich sehr für Sport, insbesondere für Fußball, mit dem sie bereits mehrere kommunale und regionale Turniere gewonnen haben. Einige der Guarani bewahren noch immer ihre Traditionen wie Sprache, Religion und Küche.

### Nachbarmunizipien
|                      | Santo Antônio da Platina                    |                |
| Jundiaí do Sul       | Kompassrose, die auf Nachbargemeinden zeigt | Joaquim Távora |
| Conselheiro Mairinck | Tomazina                                    | Quatiguá       |

## Stadtverwaltung
Bürgermeister: Edui Gonçãlves, PSD (2021–2024)
Vizebürgermeister: Einazibe Ursolino de Lima, PSD (2021–2024)

## Demografie

### Bevölkerungsentwicklung
| Jahr | Einwohner | Stadt | Land |
| ---- | --------- | ----- | ---- |
| 1970 | 5.134     | 27 %  | 73 % |
| 1980 | 3.168     | 38 %  | 62 % |
| 1991 | 3.806     | 63 %  | 37 % |
| 2000 | 4.068     | 72 %  | 28 % |
| 2010 | 3.891     | 75 %  | 25 % |
| 2022 | 4.626     |       |      |

Quelle: IBGE, bis 2010: Volkszählungen und Volkszählung 2022

### Ethnische Zusammensetzung
| Gruppe * | 1991    | 2000    | 2010    | wer sich als …                                                                   |
| --- | ------- | ------- | ------- | -------------------------------------------------------------------------------- |
| Weiße | 80,2 %  | 73,8 %  | 73,0 %  | weiß bezeichnet                                                                  |
| Schwarze | 5,6 %   | 4,9 %   | 6,2 %   | schwarz bezeichnet                                                               |
| Gelbe | 2,1 %   | 1,0 %   | 1,0 %   | von fernöstlicher Herkunft wie japanisch, chinesisch, koreanisch etc. bezeichnet |
| Braune | 11,9 %  | 18,7 %  | 19,5 %  | braun oder als Mischung aus mehreren Gruppen bezeichnet                          |
| Indigene | 0,3 %   | 1,5 %   | 0,3 %   | Ureinwohner oder Indio bezeichnet                                                |
| ohne Angabe | 0,0 %   | 0,1 %   | 0,0 %   |                                                                                  |
| Gesamt | 100,0 % | 100,0 % | 100,0 % |                                                                                  |
| *) Das IBGE verwendet für Volkszählungen ausschließlich diese fünf Gruppen. Es verzichtet bewusst auf Erläuterungen. Die Zugehörigkeit wird vom Einwohner selbst festgelegt. |         |         |         |                                                                                  |

Quelle: IBGE (Stand: 1991, 2000 und 2010)

## Wirtschaft

### Kennzahlen
Mit einem Bruttoinlandsprodukt pro Einwohner von 27.353,16 R$ (rund 6.100 €) lag Guapirama 2019 an 220. Stelle der 399 Munizipien Paranás.
Sein hoher Index der menschlichen Entwicklung von 0,702 (2010) setzte es auf den 211. Platz der paranaischen Munizipien.